# Sân bay quốc tế Afonso Pena
Sân bay quốc tế Afonso Pena (IATA: CWB, ICAO: SBCT) là sân bay chính của Curitiba, nằm cách trung tâm thành phố São José dos Pinhais 18 km về phía đông nam. Sân bay này có một trong những nhà ga hàng không hiện đại nhất Brasil. Sân bay này có một viện bảo tàng. Sân bay được đặt theo tên tổng thống Brasil Afonso Pena năm 1996. Sân bay Afonso Pena được quân đội Mỹ xây trong Chiến tranh thế giới thứ hai. Nhà ga mới được xây năm 1996, nhà ga cũ hiện được dùng làm nhà ga hàng hóa. Đường băng chính của sân bay sẽ được kéo dài năm 2008 còn nhà ga hàng hóa sẽ được nâng cấp..
Hiện sân bay này có nhà ga rộng 26.000 m² có thể phục vụ 4,5 triệu lượt khách mỗi năm. Chỗ đỗ xe có sức chứa 800 chiếc xe hơi. Năm 2007, sân bay này phục vụ 3.907.275 lượt khách với 62.563 lượt chuyến.

## Các hãng hàng không và các tuyến điểm
- BRA (São Paulo, Porto Alegre, Rio de Janeiro-Galeão, nhiều điểm đến khác)
- Gol (Asuncion, Belo Horizonte-Confins, Buenos Aires, Florianópolis, Foz do Iguaçu, Londrina, Maringá, Porto Alegre, Rio de Janeiro-Galeão, Santa Cruz de la Sierra, São Paulo-Guarulhos)
- NHT Linhas Aéreas (Porto Alegre, Florianopolis)
- OceanAir (Maringa, Londrina, São Paulo, Campo Grande, nhiều điểm đến khác)
- TAM (Belo Horizonte-Confins, Brasília, Buenos Aires, Campinas, Florianopolis, Fortaleza, Foz do Iguaçu, Londrina, Porto Alegre, Rio de Janeiro-Galeão, Salvador, São Paulo-Congonhas, São Paulo-Guarulhos)
- TRIP Linhas Aéreas
- Varig (São Paulo-Congonhas)
- WebJet Linhas Aéreas (Porto Alegre, Rio de Janeiro-Galeão, Salvador)